# Erazm Jerzmanowski
Erazm Józef Jerzmanowski herbu Dołęga (ur. 2 czerwca 1844 w Tomisławicach, zm. 7 lutego 1909 w Prokocimiu) – polski działacz społeczny i filantrop, powstaniec styczniowy, żołnierz, inżynier, wynalazca, przemysłowiec, mecenas, członek wieczysty Towarzystwa Muzeum Narodowego Polskiego w Rapperswilu od 1890 roku.
Zwany (na równi z Witoldem Zglenickim) „polskim Noblem”.

## Życiorys

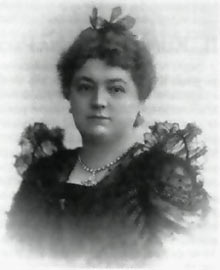
Anna Jerzmanowska

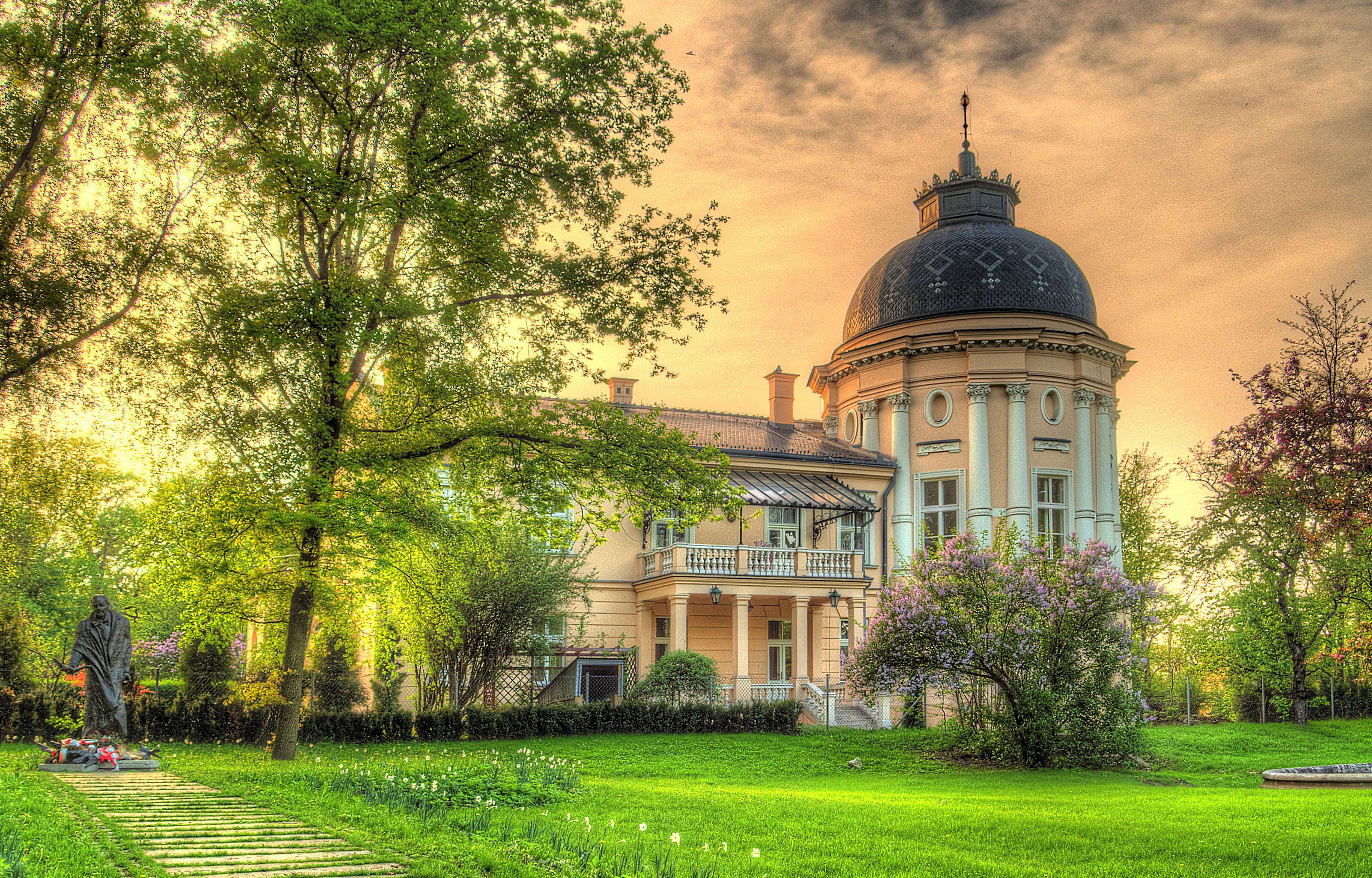
Pałac Jerzmanowskich
Kraków, ul. Górników 27

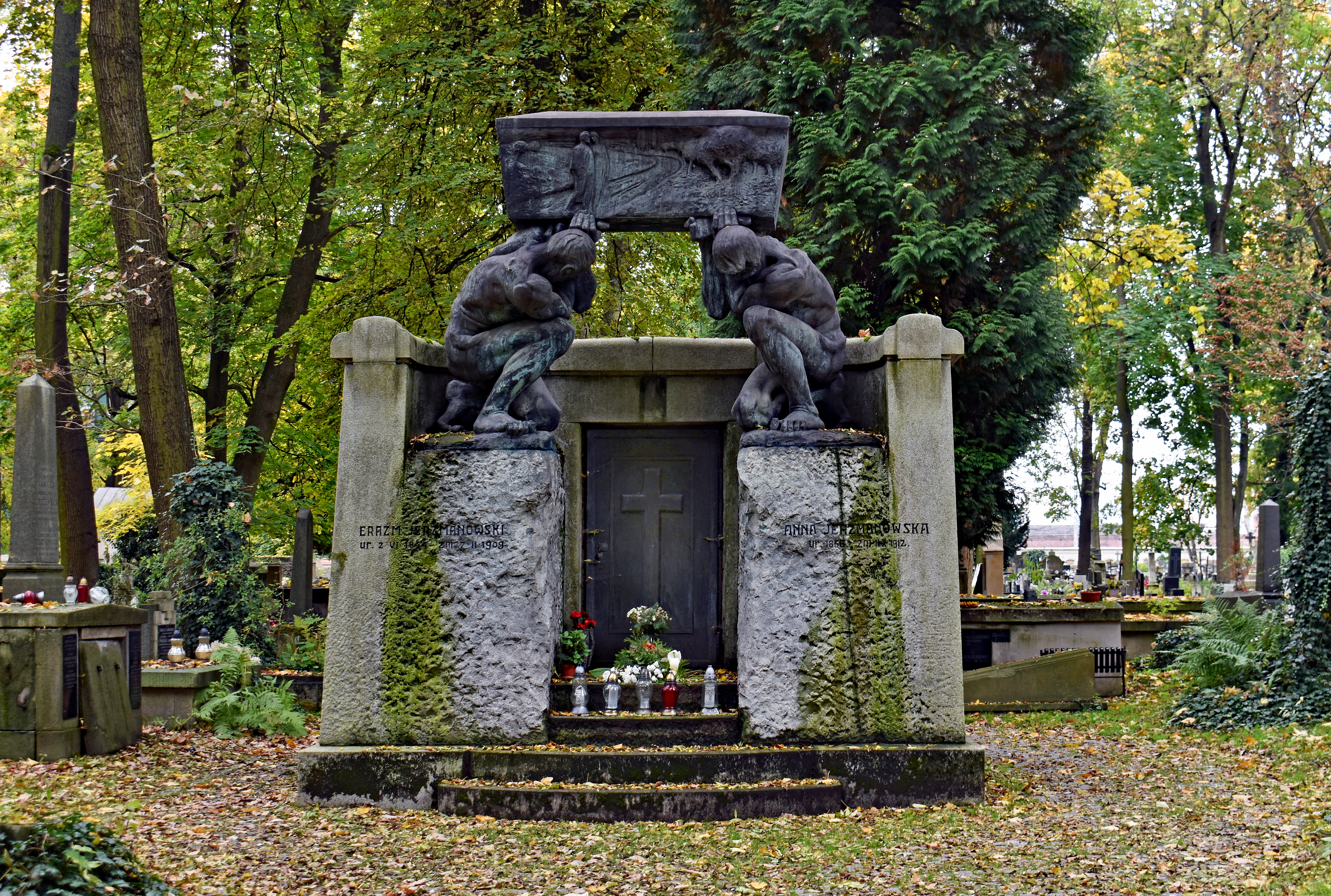
Cmentarz Rakowicki
Grobowiec Jerzmanowskich autorstwa Wacława Szymanowskiego

Urodził się w Tomisławicach, w Kaliskiem, w zubożałej rodzinie ziemiańskiej, był synem Franciszka Jerzmanowskiego (1818–1873) i Apolonii Kamili z Kossowskich (1823–1909). Dzieciństwo spędził w należącym do rodziny majątku w Domanikowie. Ukończył Gimnazjum Gubernialne Warszawie, po czym wstąpił do Instytutu Politechnicznego i Rolniczo-Leśnego w Puławach. W 1863 roku wraz z innymi studentami przyłączył się do powstania styczniowego, walczył u boku gen. Mariana Langiewicza oraz Józefa Miniewskiego. Po bitwie pod Krzykawką (5 V 1863) został zatrzymany przez władze austriackie na terenie Galicji i osadzony w twierdzy w Ołomuńcu.
Zwolniony, zmuszony do emigracji, wyjechał do Paryża, gdzie podjął studia w Szkole Wyższej Polskiej na Montparnasse (1864-1866), a następnie, dzięki pokrewieństwu z Janem Pawłem Jerzmanowskim, w Szkole Inżynierii i Artylerii Wojskowej w Metz (1866–1868). Po jej ukończeniu, dzięki pomocy ks. Władysława Czartoryskiego, rozpoczął pracę w Paryskiej Kompanii Gazowej. W 1870 roku walczył jako oficer w wojnie francusko-pruskiej, za co odznaczony został Krzyżem Legii Honorowej. 
W 1871 roku wyjechał do Stanów Zjednoczonych. Przebywał w Buffalo (1871–1873), a następnie w Nowym Jorku (1873–1896). W 1873 roku poślubił Amerykankę, niemieckiego pochodzenia Annę Koester (1856–1912), a w 1877 roku otrzymał obywatelstwo amerykańskie. W USA zajmował się wykorzystaniem gazu wodnego do oświetlenia ulic miejskich. Udoskonalił dotychczasowe metody i uzyskał 22 patenty (3 wspólnie z Cyprienem Tessié du Motayem, 19 samodzielnie) z zakresu wykorzystywania gazu wodnego. W latach 1873–1879 pracował w Miejskiej Kompanii Gazowej w Nowym Jorku. W 1882 roku wspólnie z Williamem Rockefellerem oraz Edwardem Sternem założył kompanię gazową The Equitable Gas Light Company of New York, która szybko zdominowała amerykański rynek gazowy na wschodnim wybrzeżu, przejmując inne miejskie kompanie gazowe w okolicznych miastach, a także w Chicago i Indianapolis. Jerzmanowski początkowo był wiceprezesem, a następnie w latach 1890-1896 prezesem zarządu. Był najbogatszym Polakiem w Stanach Zjednoczonych. Na liście milionerów amerykańskich zajmował 96. pozycję, z majątkiem szacowanym na kwotę 2 000 000 dolarów. Prasa amerykańska zwała go „tym, który oświetlił Amerykę”. 
Jerzmanowski hojnie wspierał Polonię amerykańską oraz liczne inicjatywy na ziemiach polskich pod zaborami. Przeznaczał duże sumy na finansowanie działalności naukowej, kulturalnej i oświatowej. Opiekował się emigrantami. W 1886 roku założył Komitet Centralny Dobroczynności, którego działalność w pełni finansował. Była to pierwsza polska instytucja w Stanach Zjednoczonych na szeroką skalę pomagająca przybywającym z Europy polskim emigrantom. Założył i wspierał Czytelnię Polską w Nowym Jorku. Ufundował kościół polski pw. św. Antoniego w Jersey City oraz wsparł budowę kościoła pw. św. Stanisława w Nowym Jorku, a także kościołów na ziemiach polskich w Zakopanem, Szczawnicy oraz w Okopach Świętej Trójcy. Wspomagał Bank Ziemski w Poznaniu, Towarzystwo Kolonii Wakacyjnych, Macierz Szkolną dla Księstwa Cieszyńskiego, założone w Krakowie przez ks. Kazimierza Siemaszkę schronisko dla biednych i osieroconych chłopców. Ufundował szkoły powszechne w Prokocimiu, Krzyszkowicach, Białej i Szczawnicy oraz wspomagał finansowo gimnazjum polskie w Cieszynie. Wsparł m.in.: budowę Domu Akademickiego dla studentek w Krakowie, Stowarzyszenie Nauczycielek w Krakowie, Muzeum Techniczno-Przemysłowe, Towarzystwo Pomocy Naukowej im. Karola Marcinkowskiego, Towarzystwo im. Stanisława Staszica we Lwowie, Dom Polski w Morawskiej Ostrawie, paryskie Towarzystwo „Bratnia Pomoc”, Towarzystwo Wzajemnej Pomocy Uczestników Powstania 1863-1864, budowę pomnika Chopina w Paryżu, pomnika Tadeusza Kościuszki w Chicago i Rzeszowie, budowę pomnika powstańców styczniowych na cmentarzu w Rzeszowie. Ufundował witraże Józefa Mehoffera w katedrze wawelskiej oraz witraże w kościele parafialnym w Bieżanowie.  Był honorowym założycielem Krakowskiego Towarzystwa Opieki nad Zwierzętami oraz finansowym fundatorem założonego w 1891 roku przez Adama Asnyka Towarzystwa Szkoły Ludowej. Finansował udział Polaków w Wystawie Światowej w Chicago w 1893 roku oraz budowę pawilonu amerykańskiego w Powszechnej Wystawy Krajowej we Lwowie w 1894 roku. Skupował liczne polonika i przekazywał je m.in. do Biblioteki Jagiellońskiej w Krakowie oraz Muzeum Polskiego w Rapperswilu, którego od 1890 roku był członkiem Rady Zawiadowczej. Jerzmanowski działał również w organizacjach polonijnych, przede wszystkim w Związku Narodowym Polskim, a w 1894 roku został pierwszym prezesem powstałej w Chicago Ligi Polskiej. W uznaniu za zasługi dla Kościoła Katolickiego, Ojczyzny i ludzkości w 1889 roku papież Leon XIII mianował Erazma Jerzmanowskiego Komandorem Orderu Św. Sylwestra. Jerzmanowski był pierwszym obywatelem amerykańskim uhonorowanym tym odznaczeniem
Od 1886 roku Jerzmanowscy regularnie odwiedzali Europę. Bywali w Paryżu, Wiedniu, Marienbadzie, Rapperswilu, a także w Galicji (w Krakowie, Lwowie, Szczawnicy, Krynicy i Zakopanem). W 1896 roku Erazm Jerzmanowski wycofał się z działalności biznesowej i wraz z żoną Anną opuścił Stany Zjednoczone. Zamieszkał w kupionym rok wcześniej majątku ziemskim w podkrakowskim Prokocimiu, w którym spotykał się z rodziną (matką Apolonią Kamilą, bratem Konstantyn Norbertem Jerzmanowskim i jego synami oraz siostrą Marią Franciszką Jerzmanowską-Gołembowską z rodziną. Wspierał również edukację swojego bratanka Władysława Jerzmanowskiego. Regularnie, co roku, wraz żoną wyjeżdżał do Karlsbadu oraz Abbazie. 
Zmarł niespodziewanie na skutek komplikacji po zapaleniu płuc w swoim majątku w Prokocimiu 7 lutego 1909 i został pochowany na cmentarzu Rakowickim w Krakowie, w grobowcu rodzinnym, którego autorem jest rzeźbiarz Wacław Szymanowski.

## Fundacja Jerzmanowskiego
Na mocy testamentu ustanowił Fundację Nagród im. śp. Erazma i Anny małżonków Jerzmanowskich, na której realizację przeznaczył kwotę 1 200 000 Koron. Zgodnie z zapisem nagrodę im. Jerzmanowskich przyznawać miała co roku Akademia Umiejętności w Krakowie za działalność naukową, kulturalną lub humanitarną. Fundację Jerzmanowskiego Stanisław Tarnowski, ze względu na jej skalę i podobieństwo, porównał do nagrody ustanowionej przez Alfreda Nobla, stąd jej powszechna nazwa „polski Nobel”. Nagroda przyznawana była w latach 1915-1938. W 2009 roku została reaktywowana. 

## Upamiętnienie
Dnia 17 marca 1989 roku powstało w Krakowie – Prokocimiu Towarzystwo Przyjaciół Prokocimia im. E. i A. Jerzmanowskich, stawiając sobie za jeden z głównych celów przypominanie zasług E. Jerzmanowskiego, zwanego przez potomnych „polskim Noblem”, największego z zapomnianych filantropów XIX i XX wieku. 
W 2022 roku powstał film dokumentalny Filantrop. Erazm Jerzmanowski – wielki zapomniany. Reżyserką i autorką scenariusza filmu była Maria Guzy. W rolę Erazma Jerzmanowskiego wcielił się Juliusz Chrząstowski. Film wyprodukowała stacja TVP Historia. Zdjęcia powstawały w Polsce, Szwajcarii, Francji i Stanach Zjednoczonych.

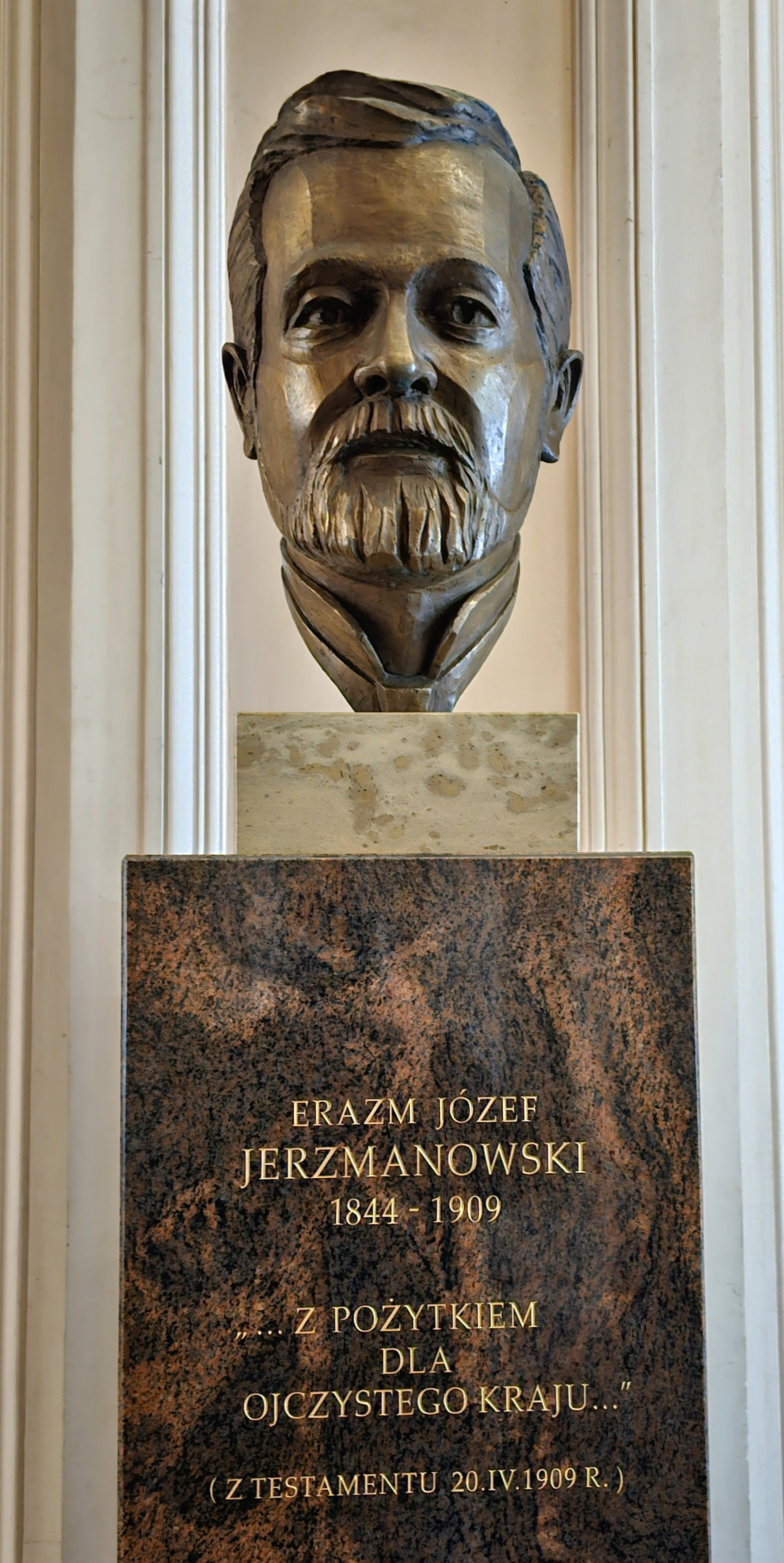
Pomnik Erazma Jerzmanowskiego w Polskiej Akademii Umiejętności w Krakowie